# Социално пазарно стопанство
Социалноориентирана пазарна икономика (на немски: Soziale Marktwirtschaft) е основният икономически модел, използван в Западна Германия след Втората световна война. Той е базиран на политическата философия на Ордолиберализма на Фрайбургската школа. Ордолибералните идеи са най-вече развити от академичното списание ORDO и приложени на практика от Лудвиг Ерхард, министър на икономиката и вицеканцлер по време на канцлерството на Конрад Аденауер от 1949 до 1963 и по-късно по време на управлението на Ерхард като канцлер (1963 – 1966).